# Evangelische Kirche (Niederlemp)

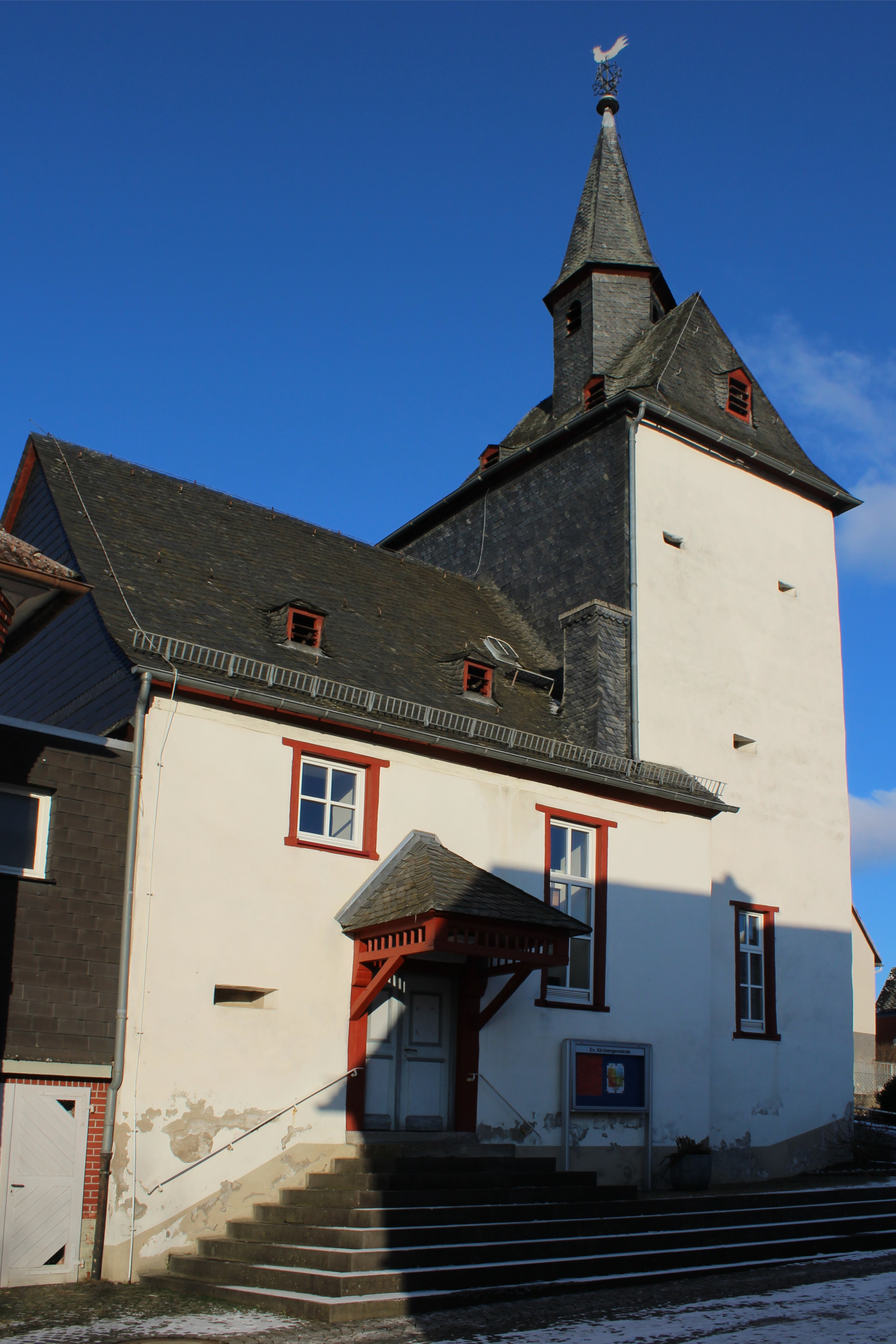
Niederlemper Kirche

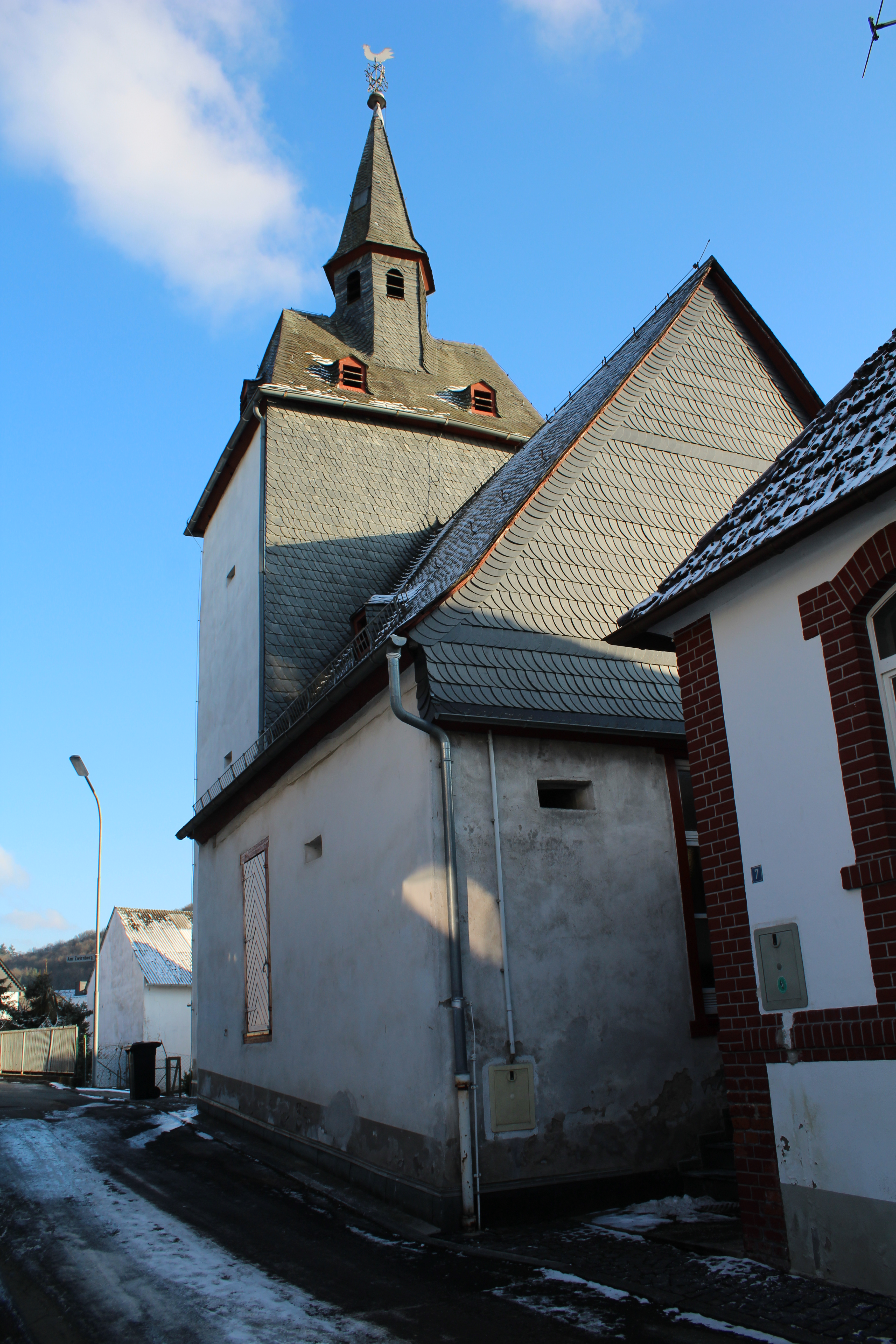
Ansicht von Nordwesten

Die Evangelische Kirche in Niederlemp in der Gemeinde Ehringshausen im Lahn-Dill-Kreis (Hessen) ist eine gotische Chorturmkirche aus dem Ende des 15. Jahrhunderts. In den mittelalterlichen Saalbau, der im 18. Jahrhundert umgebaut wurde, ist der Wehrturm eingebunden. Die beiden ursprünglich wehrhaften Obergeschosse des Turms und das Kirchenschiff weisen Maulscharten auf. Die denkmalgeschützte Kirche prägt das Ortsbild und ist aufgrund ihrer geschichtlichen, künstlerischen und städtebaulichen Bedeutung hessisches Kulturdenkmal.

## Geschichte
Im ausgehenden Mittelalter gehörte Niederlemp wie die anderen Dörfer „auf der Lemp“ zum Sendbezirk Dillheim im Archipresbyterat Wetzlar im Archidiakonat St. Lubentius Dietkirchen im Bistum Trier. Das Kirchspiel Dillheim umfasste die zwölf Ortschaften Dillheim, Bechlingen, Berghausen, Breitenbach, Daubhausen, Dreisbach, Edingen, Ehringshausen, Katzenfurt, Kölschhausen, Niederlemp und Werdorf. Das Kirchenpatronat lag bei Solms-Braunfels. Johann Bruwiller goss 1452 eine Jesus-Maria-Glocke, die erhalten ist.
Im Kirchspiel Dillheim  wurde vermutlich ab 1524 unter Pfarrer Johannes Zaunschliffer von Braunfels (1524–1530) die Reformation eingeführt. 1566 oder 1568 wurden fünf Dörfer aus dem Kirchspiel Dillheim ausgelagert und das Kirchspiel Kölschhausen gebildet. Dreisbach, Bechlingen, Breitenbach und Niederlemp sind seitdem Filialorte von Kölschhausen.
Während der Amtszeit von Pfarrer J. E. Schaeffer (1717–1725) wurde die Kirche umgebaut und renoviert. Die 1736 von Philipp Schweizer gegossene Glocke ging im Zweiten Weltkrieg verloren. Nach dem Krieg ließ die Gemeinde von der Firma Rincker eine neue Glocke gießen. Aufgrund von Feuchtigkeitsschäden erfolgte in den 1960er Jahren eine Grundrenovierung. Seit 1979 verbindet ein architektonisch unpassender Zwischenbau das im Westen angrenzende Backhaus mit der Kirche.
Die evangelisch-reformierte Kirchengemeinde Kölschhausen gehört zum Evangelischen Kirchenkreis an Lahn und Dill in der Evangelischen Kirche im Rheinland.

## Architektur

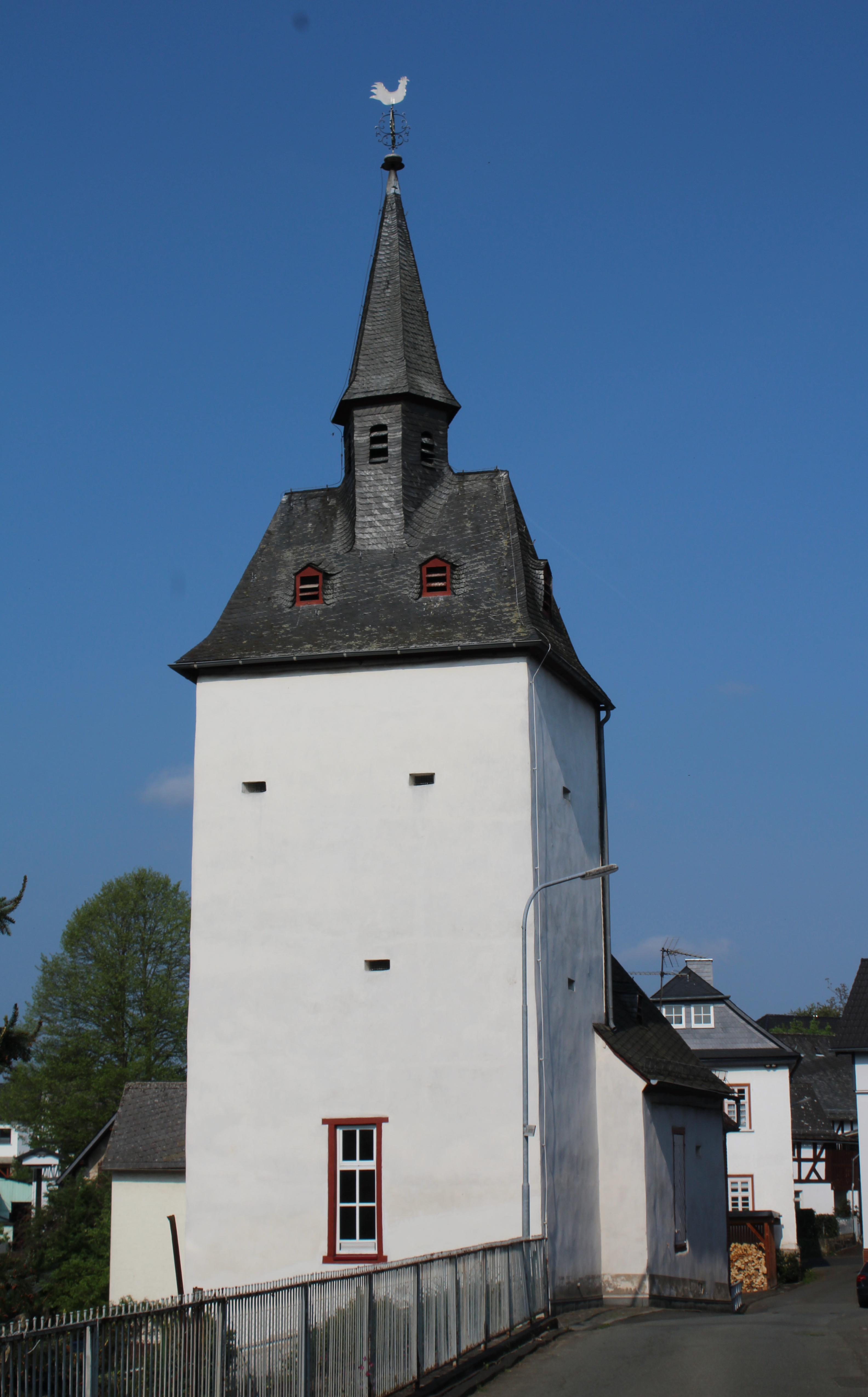
Chorturm von Osten

Die Kirche in leichter Hanglage im Ortszentrum ist nicht exakt geostet, sondern entsprechend dem Verlauf der Obergasse im Norden etwas nach Ost-Südost ausgerichtet. Sie ist aus weiß verputztem Bruchsteinmauerwerk errichtet, von dem sich die Fensterumrahmungen in Ochsenblut wirkungsvoll abheben. Die Lücke zwischen dem im Westen errichteten Backhaus aus der Zeit um 1900 wird durch einen schmalen Bau von 1979 geschlossen.
Der gegenüber dem Schiff etwas eingezogene Chorturm auf querrechteckigem Grundriss ist ungegliedert und an der Westseite verschiefert. Im Erdgeschoss sind nach Osten und Süden zwei hochrechteckige Fenster des 18. Jahrhunderts eingebrochen. Die beiden wehrhaften Obergeschosse haben an den drei freistehenden Seiten horizontale Maulscharten, je drei im Süden und Osten und zwei im Norden. Im Inneren hat die Turmhalle ein Kreuzgratgewölbe. Ein Chorbogen mit abgerundetem Spitzbogen öffnet den Chor zum Schiff. Der Turm wird von einem Walmdach bedeckt, dem an den Schmalseiten im Süden und Norden je eine und im Osten und Westen je zwei Gauben mit Dreiecksgiebeln aufgesetzt sind. Dem Dach ist mittig ein kleiner sechsseitiger Dachreiter mit Spitzhelm aufgesetzt, der von einem Turmknauf, einem verzierten Kreuz und einem Wetterhahn bekrönt wird.
Das kleine Kirchenschiff auf fast quadratischem Grundriss wird von einem Satteldach bedeckt, das im Süden mit zwei und im Norden mit einer kleinen Gaube bestückt ist. Eine zehnstufige Freitreppe im Süden führt zum hochrechteckigen Südportal, dessen hölzerner Vorbau in Ochsenblut ein Schieferdach hat. Das Schiff wird an den drei freistehenden Seite durch je ein hochrechteckiges Fenster mit Sprossengliederung belichtet. Westlich des Portals ist zudem ein hochsitzendes quadratisches Fenster eingelassen. Das Nordfenster ist durch einen einseitigen Fensterladen vollständig verschließbar. Der Westgiebel ist verschiefert.

## Ausstattung

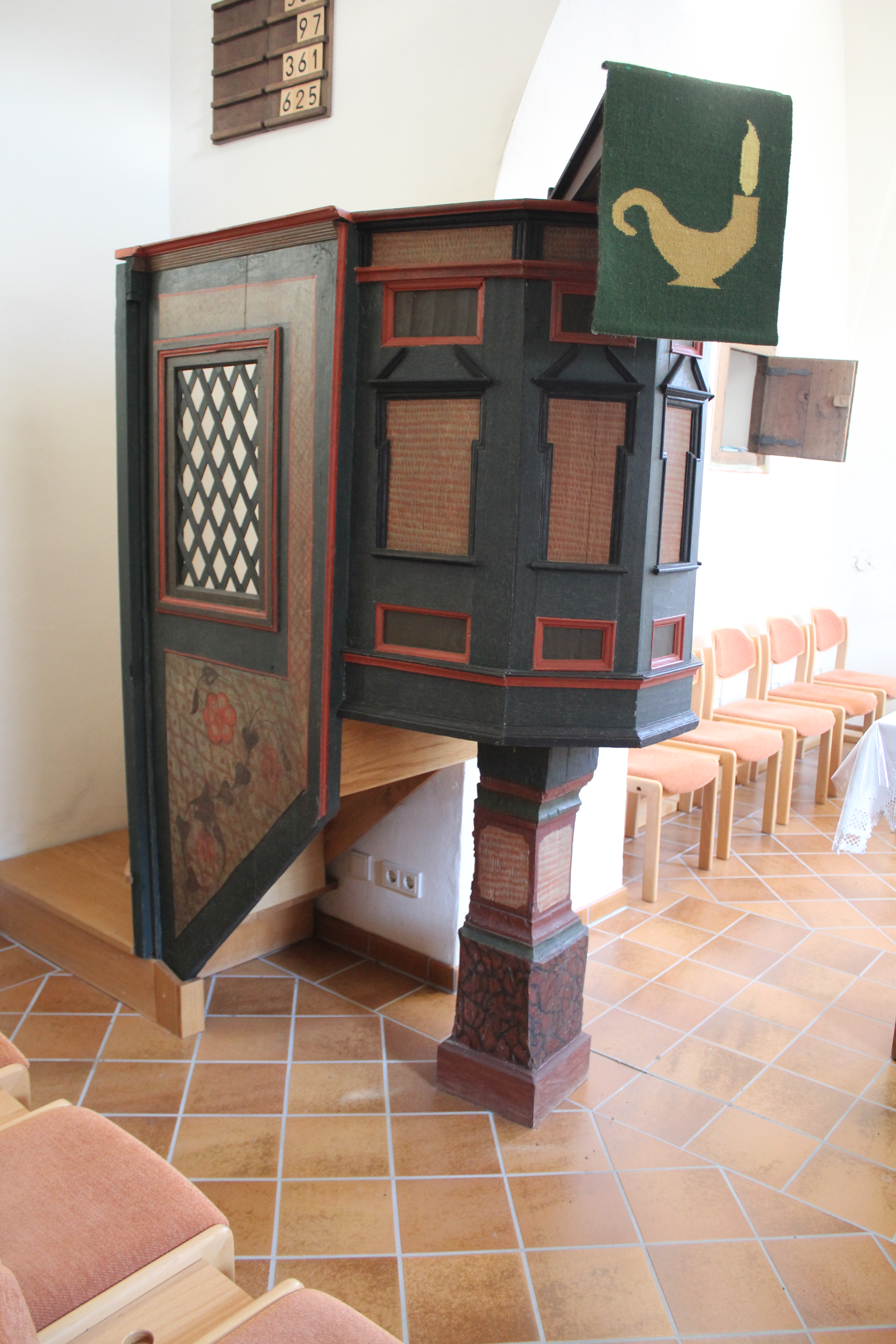
Kanzel (um 1700)

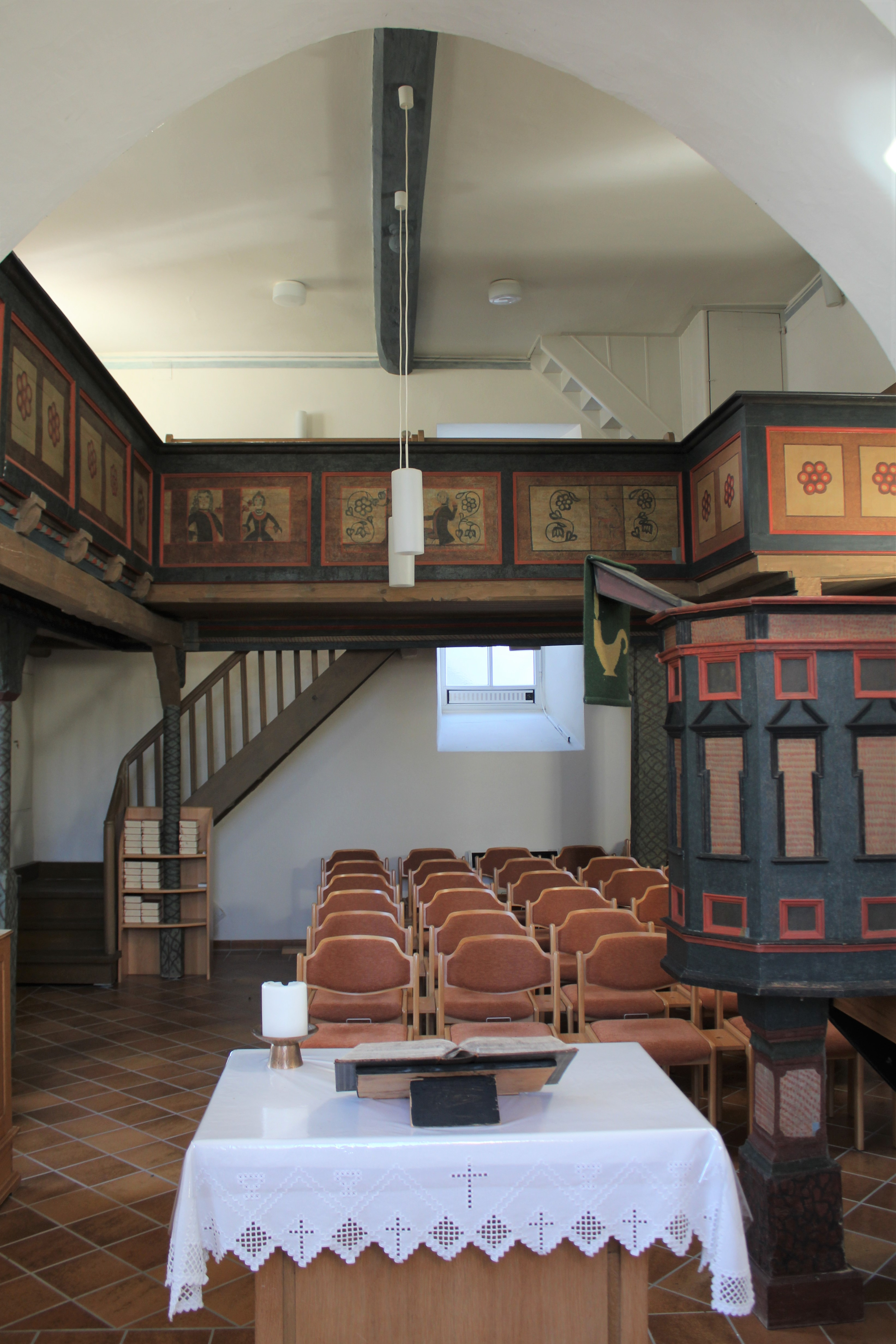
Blick zu den Emporen

Der Chor der Turmhalle ist gegenüber dem Schiff nicht erhöht. Der Boden ist durchgehend mit ockerbraunen Fliesen belegt. In der Nordwand des Chors ist eine viereckige Sakramentsnische mit Tür eingelassen.
Das Schiff wird von einer Flachdecke abgeschlossen, die auf einem Längsunterzug von 1719 ruht. An der Westwand führt eine Holztreppe auf die dreiseitig umlaufende hölzerne Empore. Sie wird von Holzpfosten gestützt, die zum Teil Bügen haben. Die tragenden Balken sind profiliert und bunt bemalt, die später ergänzten Balken sind holzsichtig. Die Brüstungen datieren von 1719 und haben querrechteckige kassettierte Füllungen, die Westempore zeigt stilisiertes Rankenwerk und drei figürliche Darstellungen, während die Süd- und die kurze Nordempore Blumenornamente tragen. Ein verkleideter Treppenaufgang im Nordwesten der Empore führt auf den Dachstuhl der Kirche.
Im nördlichen Bereich des Chorbogens ist die um 1700 geschaffene Kanzel auf einem viereckigen Fuß aufgestellt. Der polygonale Kanzelkorb in blauer Fassung hat in den Kanzelfeldern viereckige Füllungen. Die kleinen Füllungen im oberen und unteren Bereich haben rote Profile. Vor dem erneuerten Kanzelaufgang ist eine Holzwand angebracht, die Teil des ursprünglichen Pfarrstuhls war. Sie hat in der oberen Hälfte eine Öffnung mit durchbrochenem Rautenwerk und in der unteren Hälfte florale Malereien.
Der blockförmige Holzaltar mit überstehender Platte ist im Chor aufgestellt. Die Kirchenbänke wurden durch gepolsterte Einzelstühle aus Holz ersetzt.

## Orgel

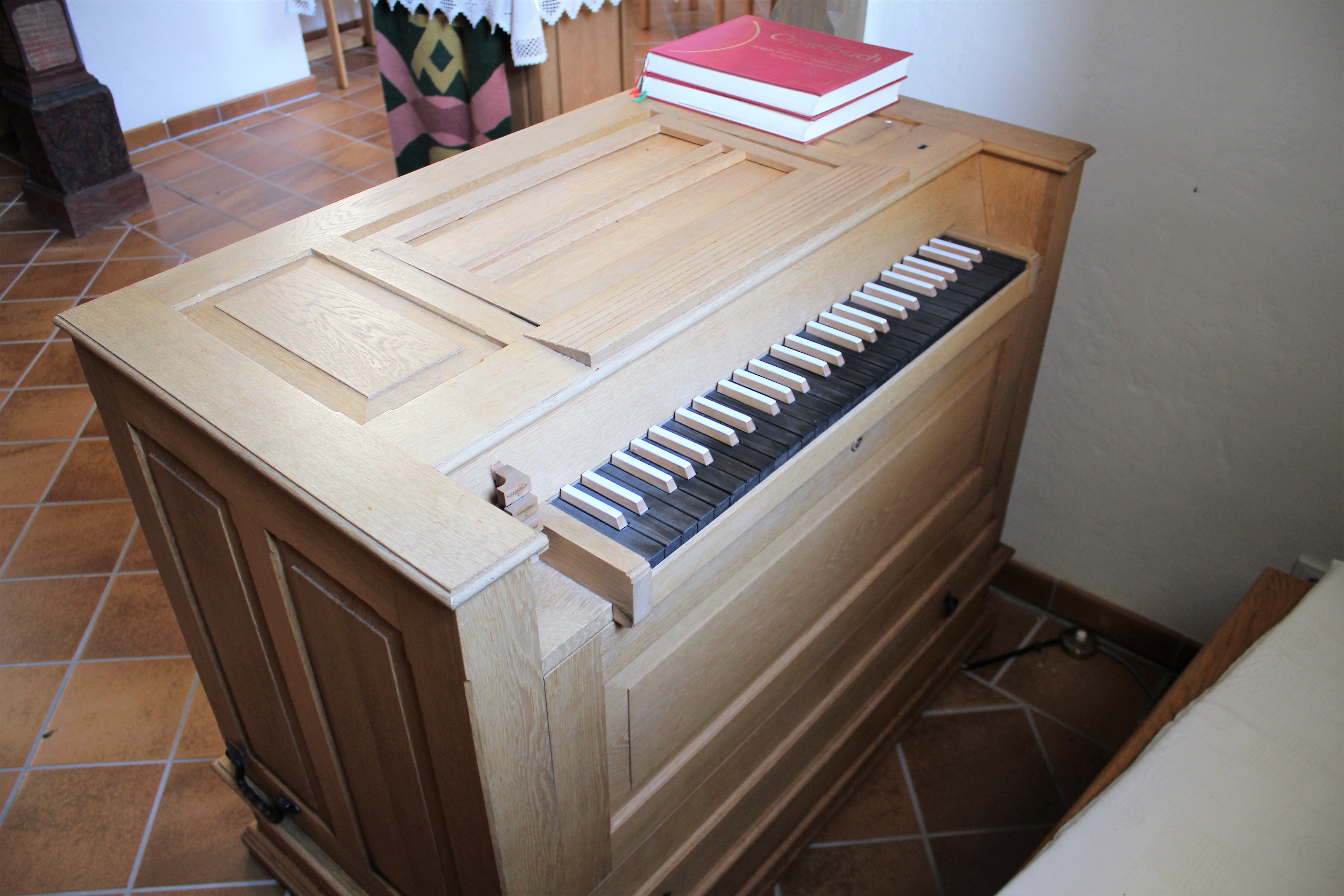
Bosch-Truhenorgel

Die Firma Werner Bosch Orgelbau baute Anfang der 1980er Jahre eine kleine Truhenorgel, die vor dem südlichen Chorbogen aufgestellt ist. Sie verfügt über vier Register auf einem Manual und hat kein Pedal. Das Instrument hat folgende Disposition:
| I Manual C–f3 |       |
| Holzgedackt   | 8′    |
| Rohrflöte     | 4′    |
| Principal     | 2′    |
| Quinte        | 1 ⁄3′ |